# Бач (Дунајска Стреда)
Бач (слч. Báč, мађ. Bacsfa) насељено је мјесто са административним статусом сеоске општине (слч. obec) у округу Дунајска Стреда, у Трнавском крају, Словачка Република.

## Становништво
| Година:    | 1994. | 2004.   | 2014.   | 2024.   |
| ---------- | ----- | ------- | ------- | ------- |
| Број људи: | 580   | 526     | 552     | 553     |
| Разлика:   |       | -9,31 % | +4,94 % | +0,18 % |

| Година:    | 2023. | 2024.   |
| ---------- | ----- | ------- |
| Број људи: | 552   | 553     |
| Разлика:   |       | +0,18 % |

Према подацима о броју становника из 2011. године насеље је имало 562 становника.